# Raab-Katzenstein RK 13
Die Raab-Katzenstein RK 13  entstand als Entwurf Ende 1927 / Anfang 1928 bei den Raab-Katzenstein Flugzeugwerken in Kassel.

## Entwicklung
Die Raab-Katzenstein RK 13 gehörte neben dem Kampfeinsitzer RaKa RK4 und dem fortgeschrittenen Trainingsflugzeug RaKa Rk 28 zu einer Gruppe von drei Entwürfen, die Paul Hall zwischen 1926 und 1929 bei den Raab-Katzenstein-Werken ursprünglich für militärische Zwecke vorgesehen hatte. Wie auch im Fall der beiden anderen Entwicklungen wurde die RK 13 mit einem leistungsstarken 585 PS starken Bristol-Jupiter-Motor ausgestattet. Als zivile Ableitung des Jagdeinsitzers RK 4 sollte die einsitzige RK 13 u. a. als Versuchsflugzeug für Höhenflüge verwendet werden. Die Entwicklung wurde im Entwurfsstadium 1928 aufgegeben.